# Паспорти громадян країн-членів Європейського Союзу
Європейський Союз не випускає паспорти, але паспорти випускають 27 держав-членів ЄС, паспорти мають схожий дизайн. До загальних характеристик відносяться бордові кольорові обкладинки, використання слова «Європейський Союз» державною мовою країни або мови на обкладинці, а також загальні функції безпеки і біометрії.
Рекомендовано в обкладинках використовувати бордовий колір (англ. burgundy, нім. burgund, фр. bordeaux / bourgogne). Усі держави-члени, крім Хорватії, дотримуються цієї рекомендації.

## Галерея паспортів ЄС

Австрійський паспорт
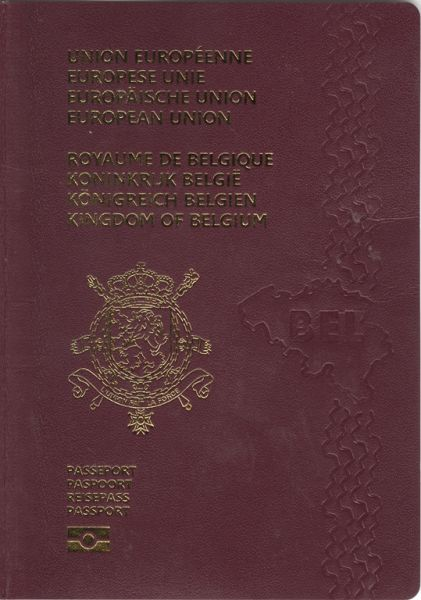
Бельгійський паспорт
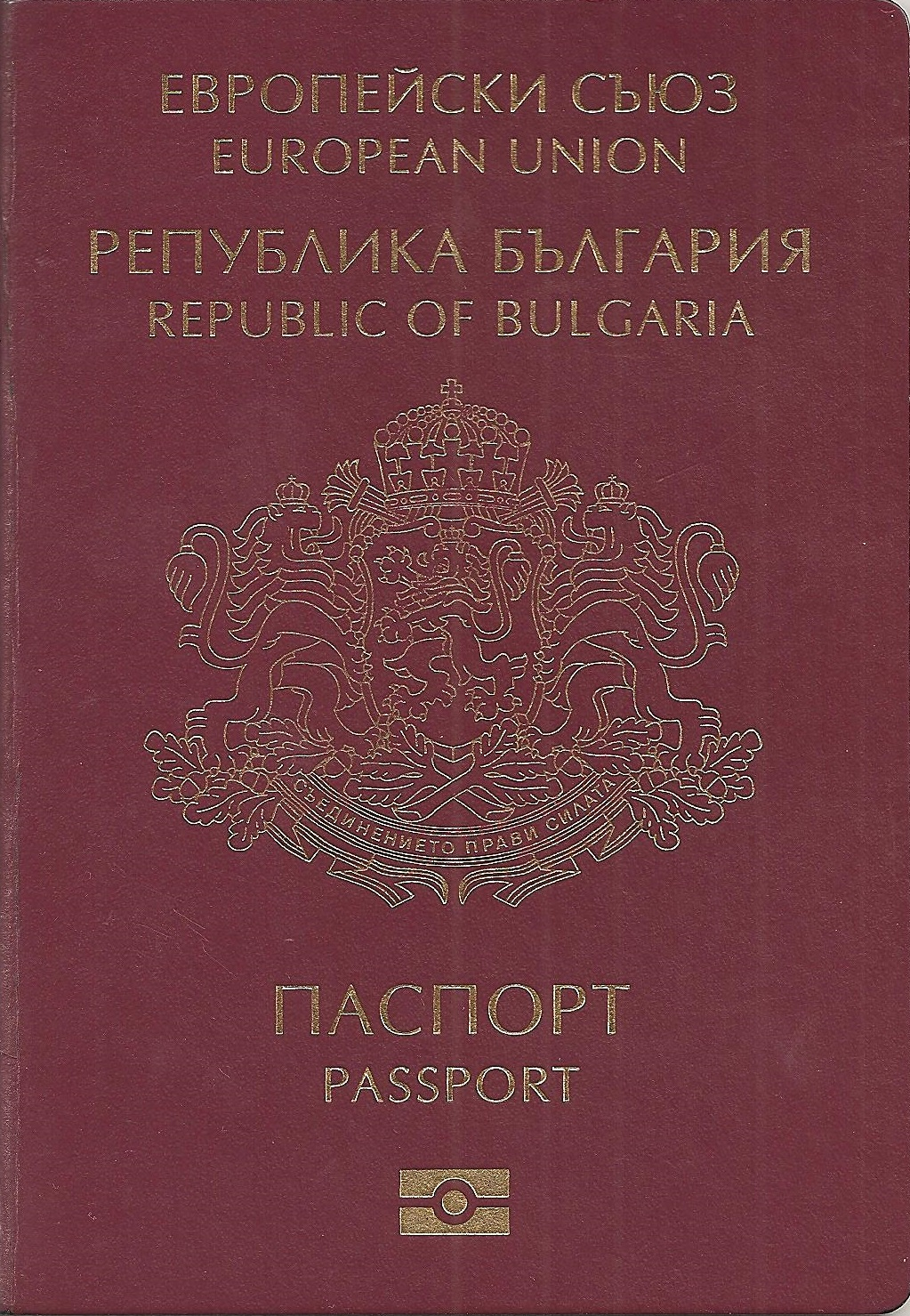
Болгарський паспорт
Грецький паспорт
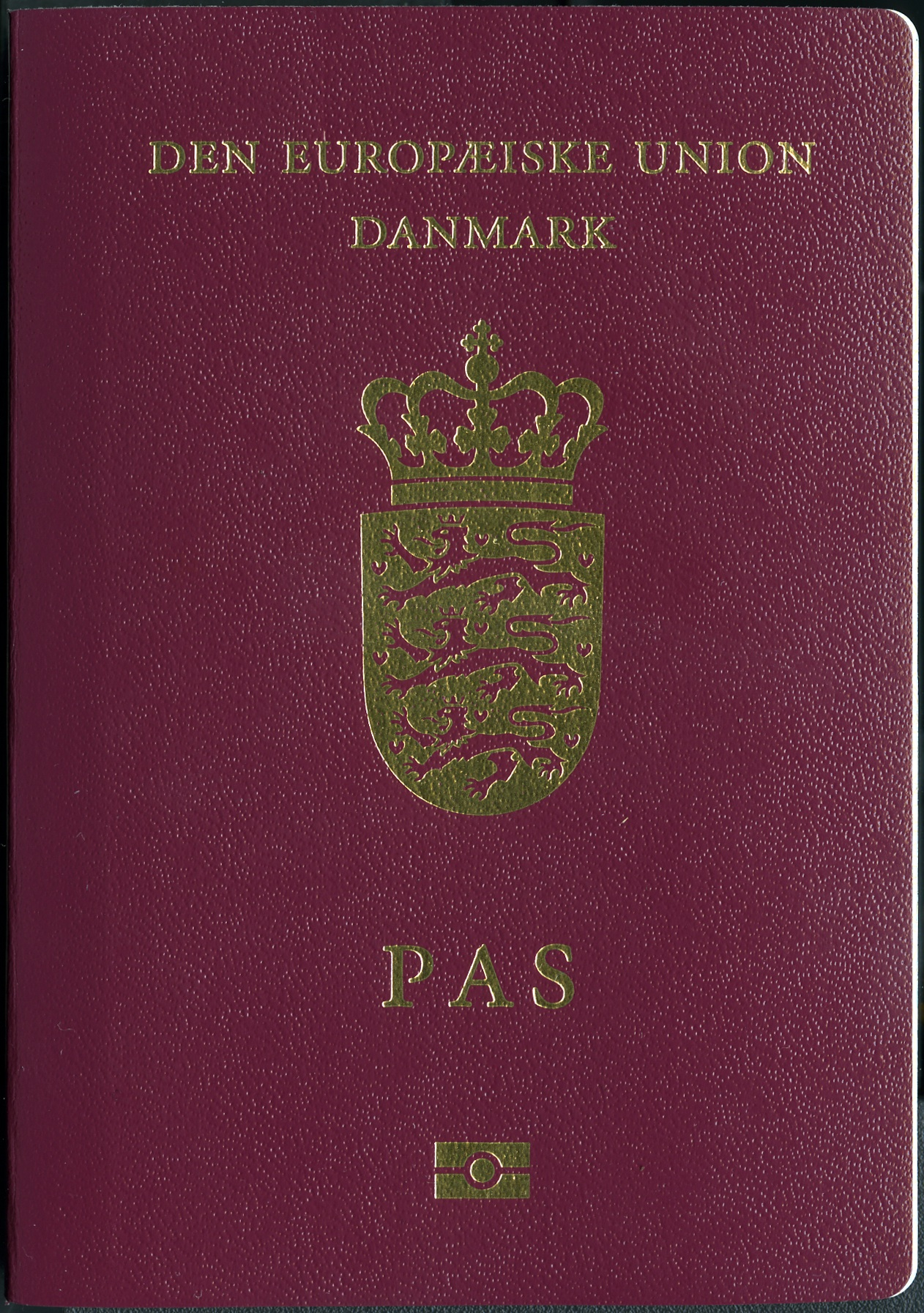
Данський паспорт
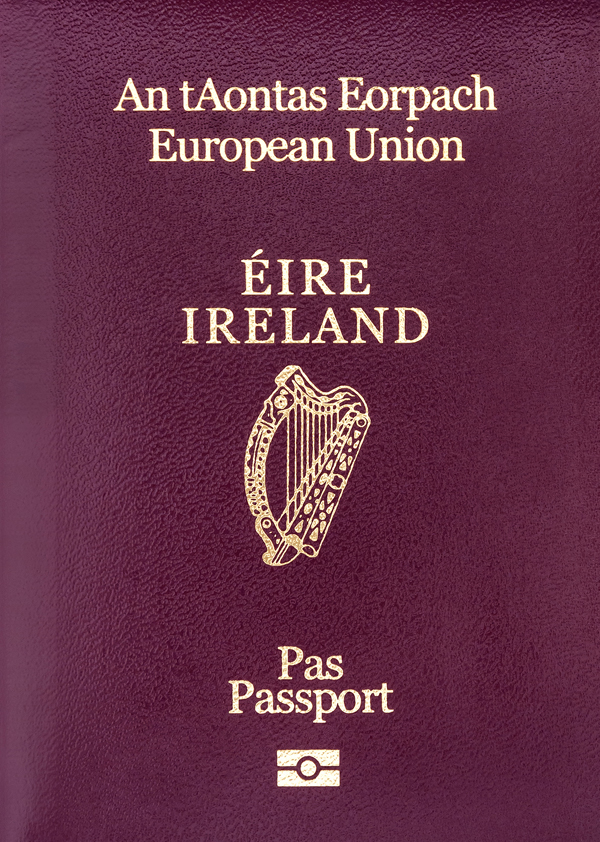
Ірландський паспорт
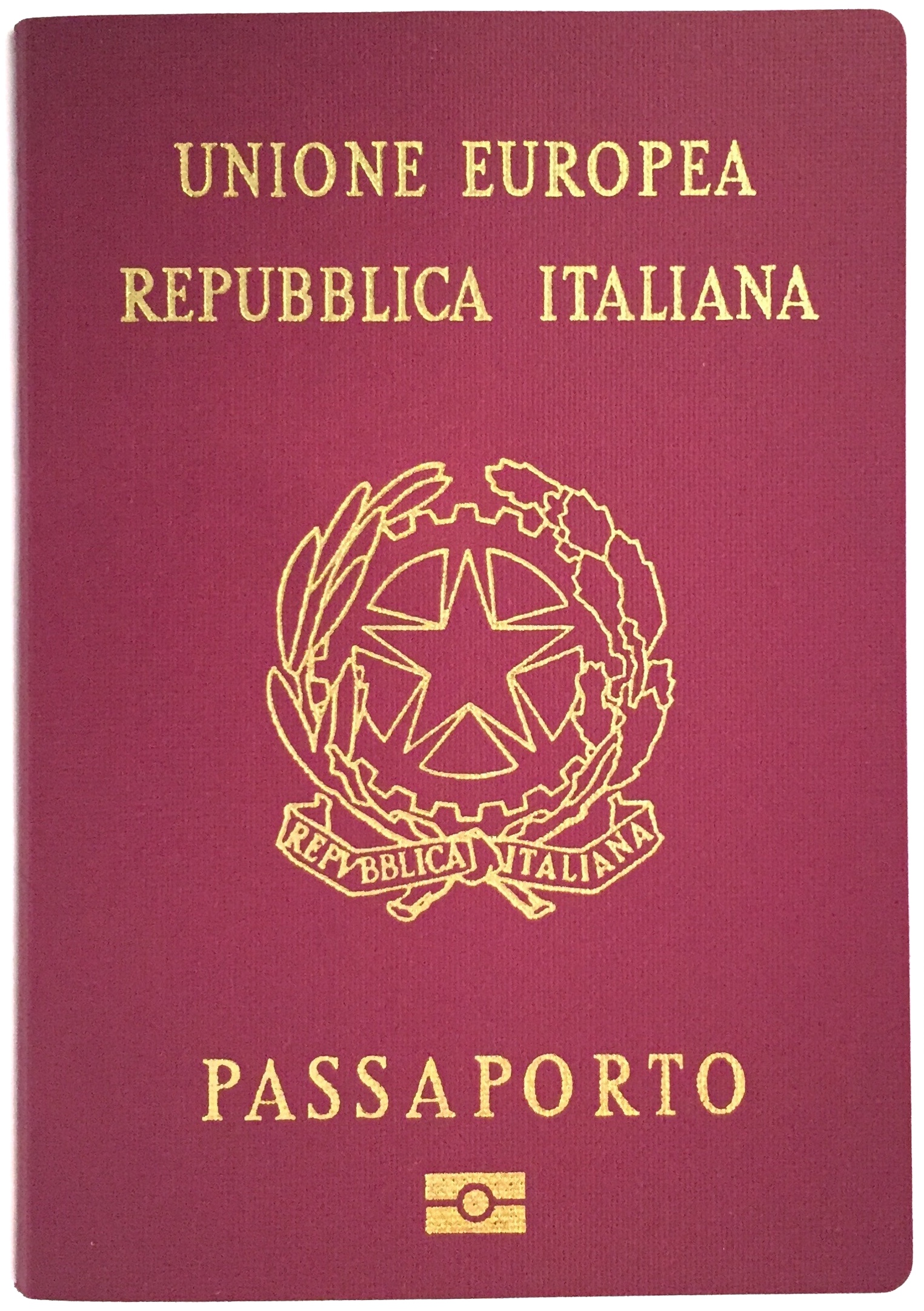
Італійський паспорт
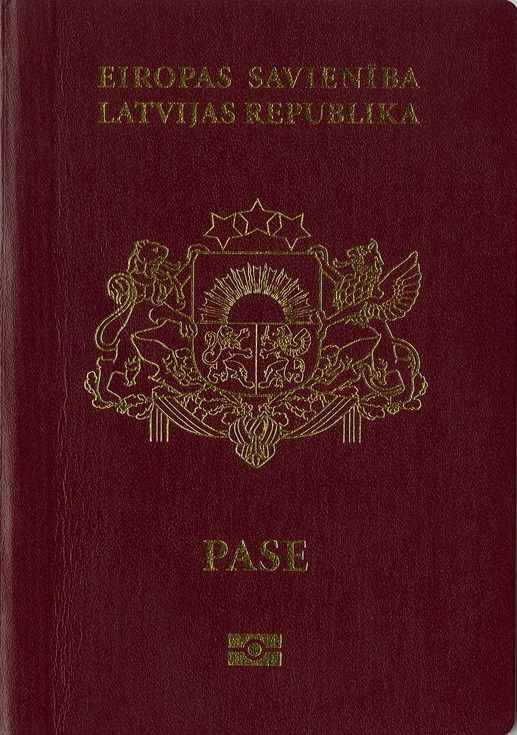
Латвійський паспорт
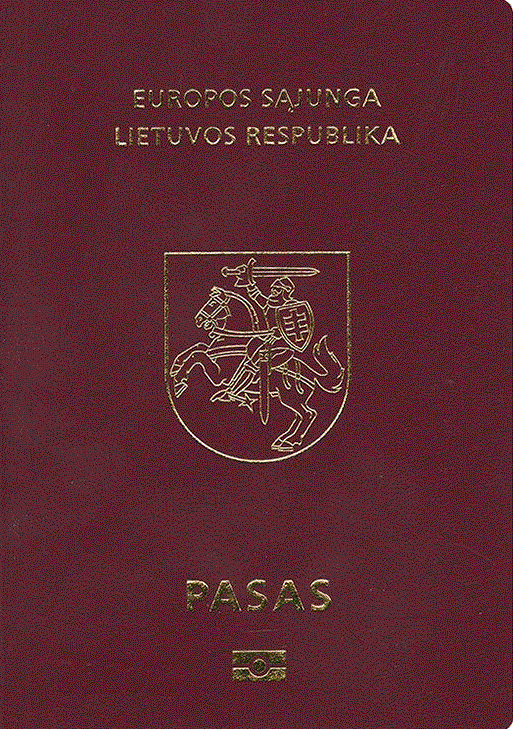
Литовський паспорт
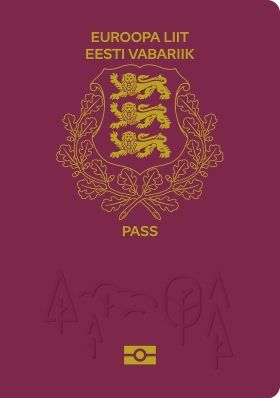
Естонський паспорт
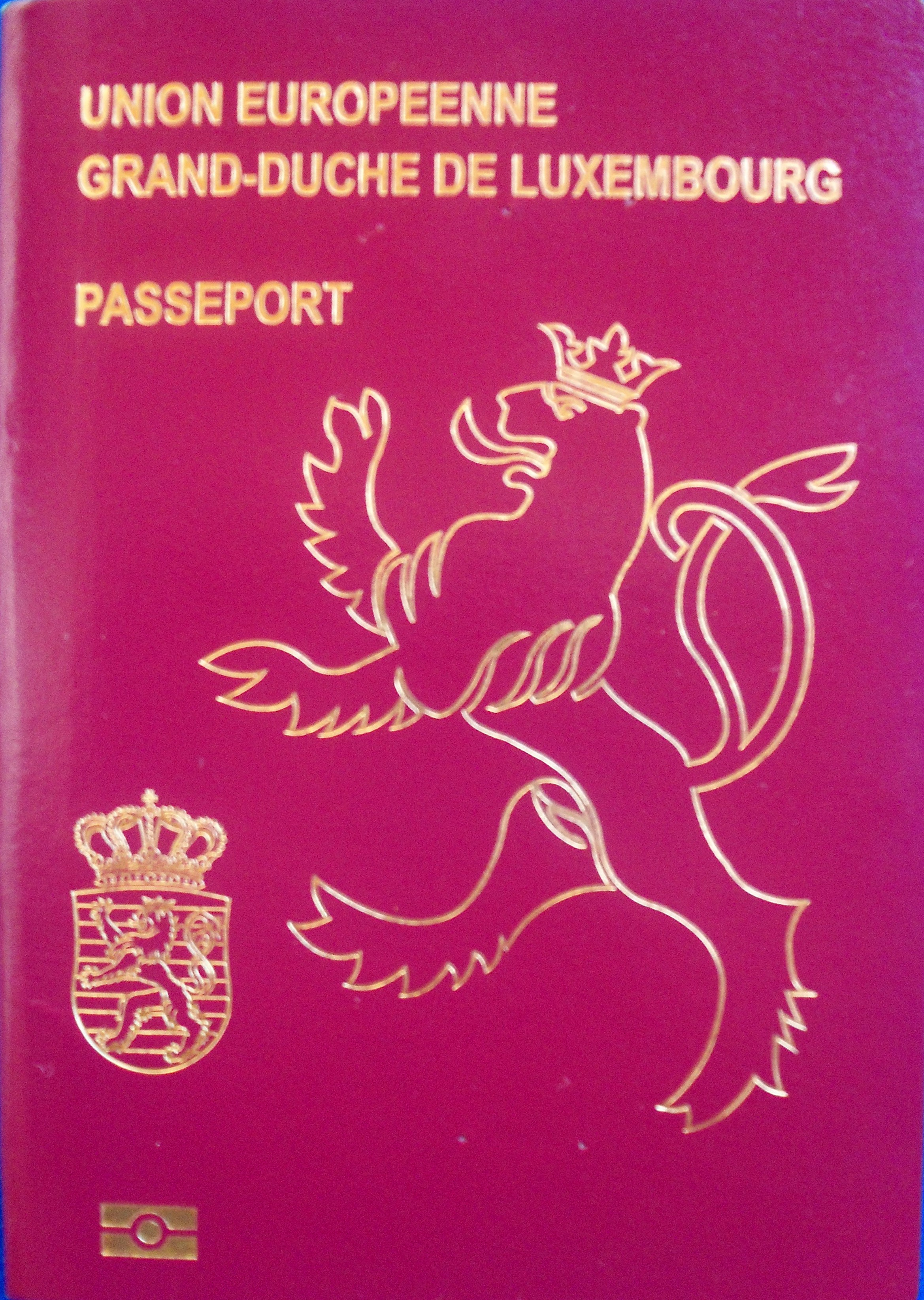
Люксембурзький паспорт
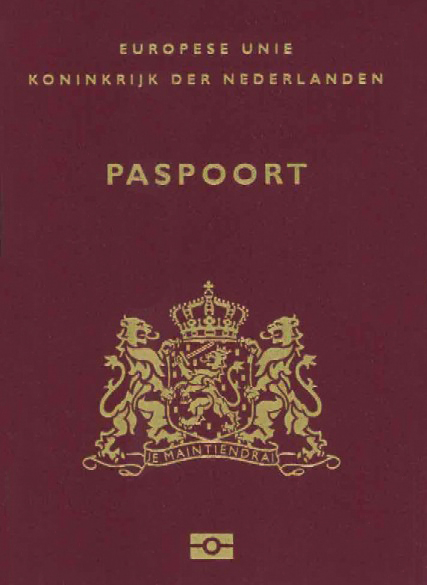
Нідерландський паспорт
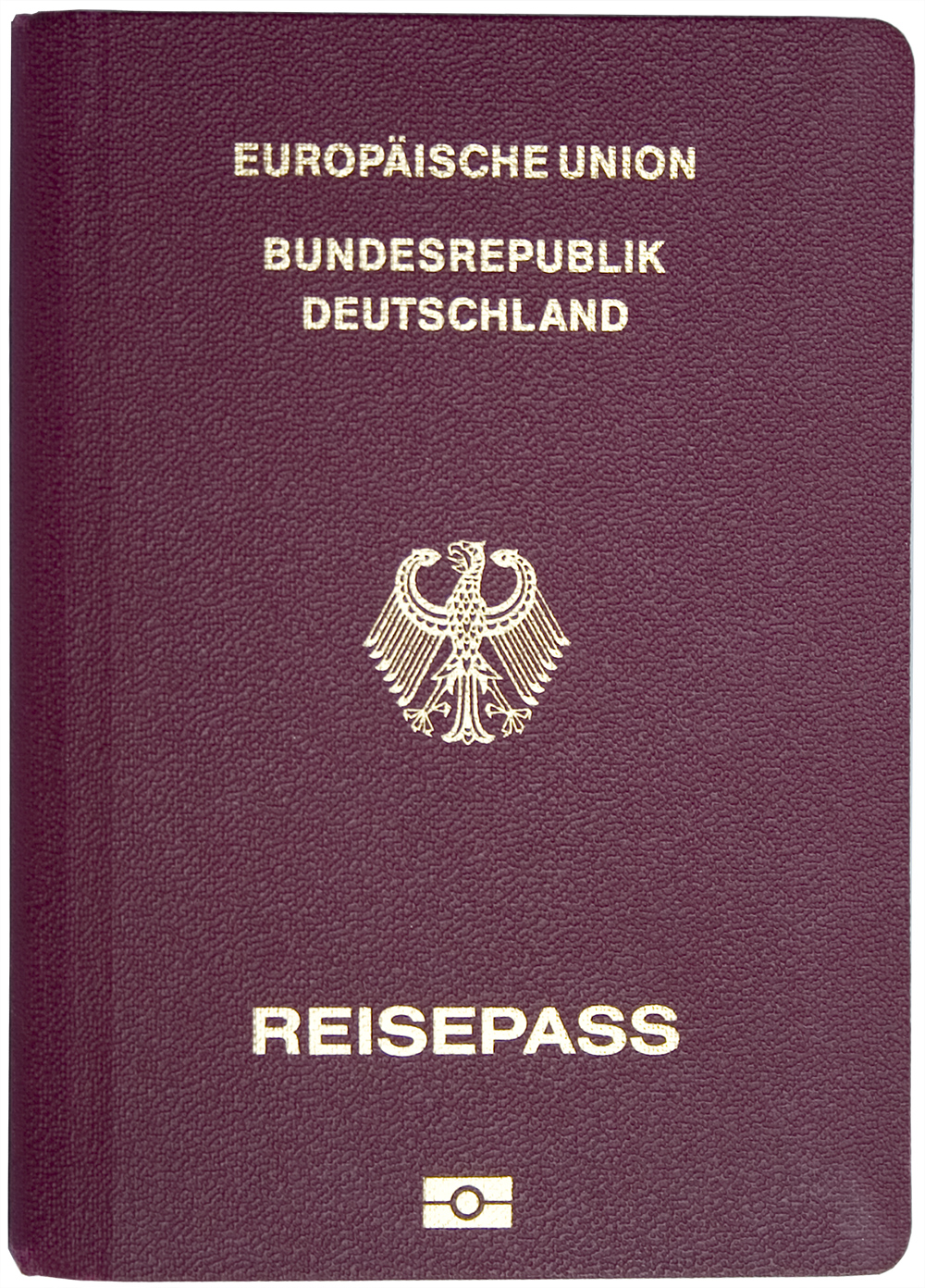
Німецький паспорт
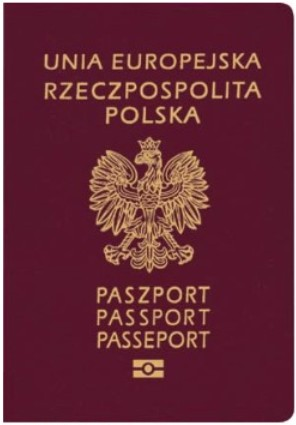
Польський паспорт
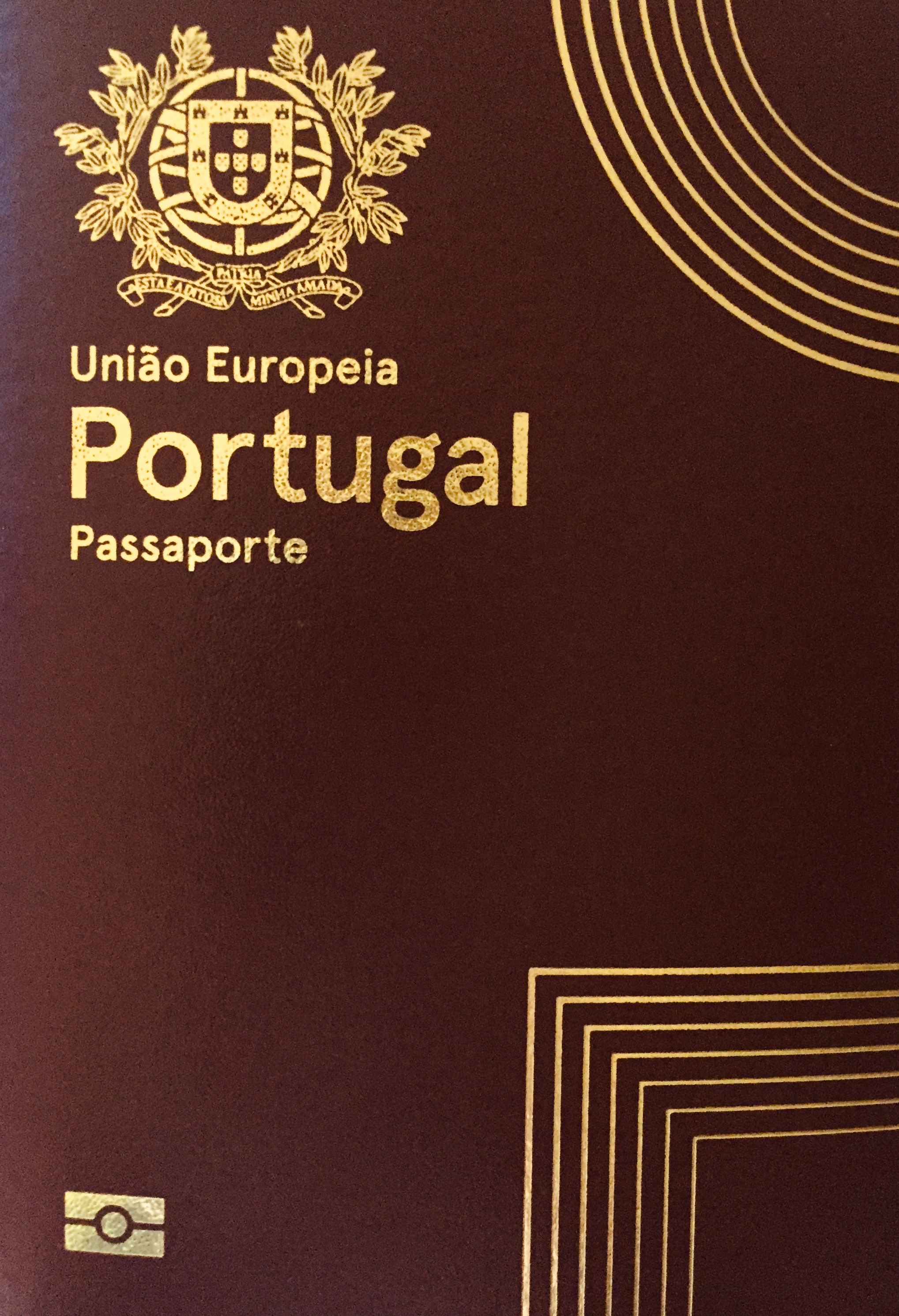
Португальський паспорт
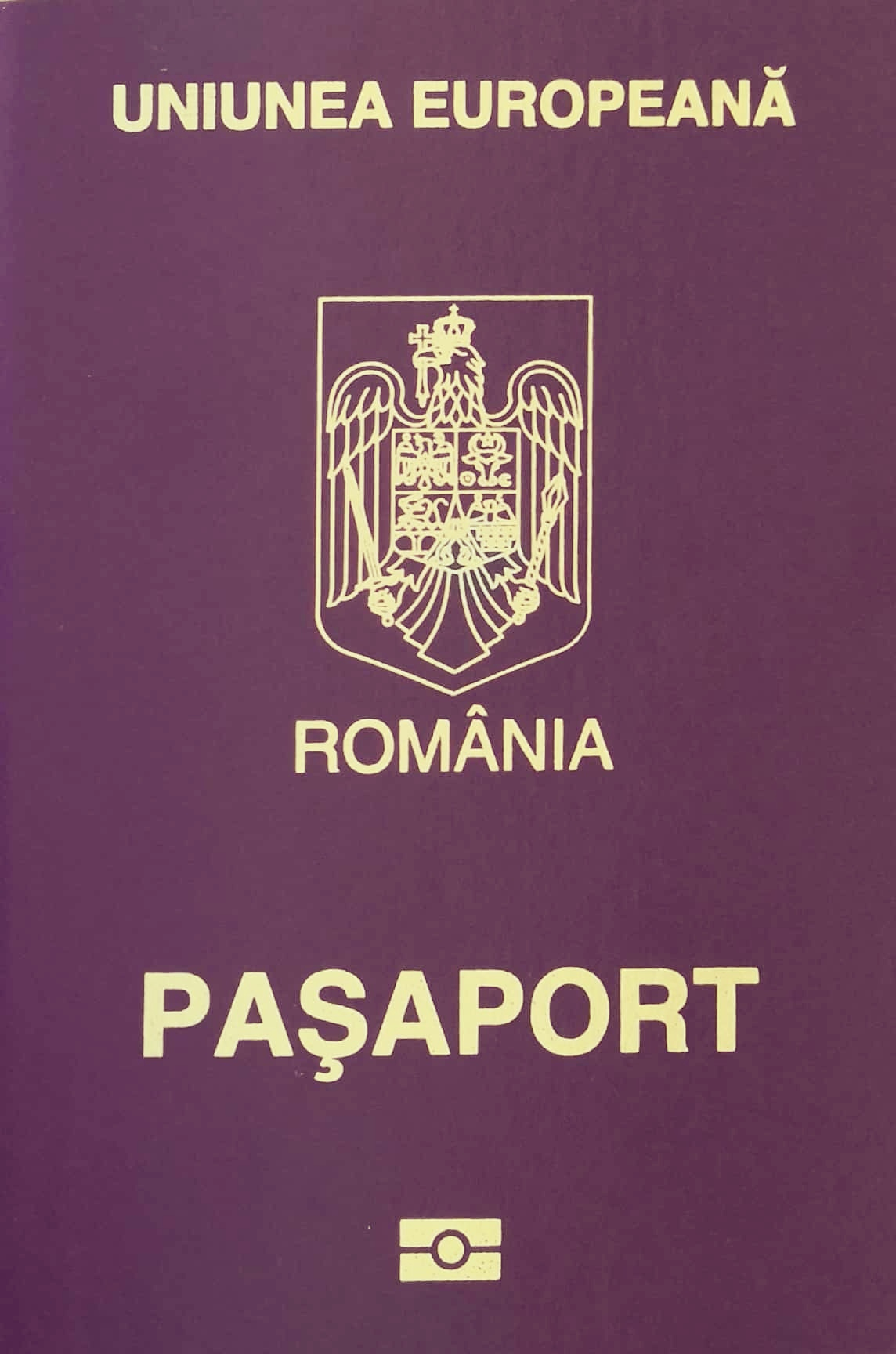
Румунський паспорт
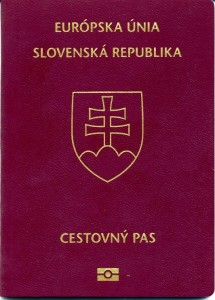
Словацький паспорт
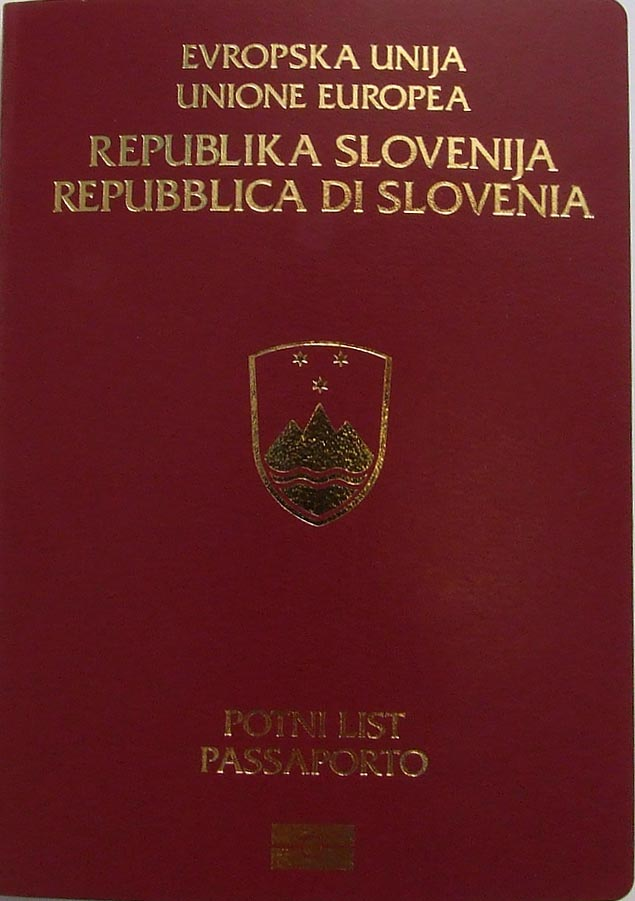
Словенський паспорт
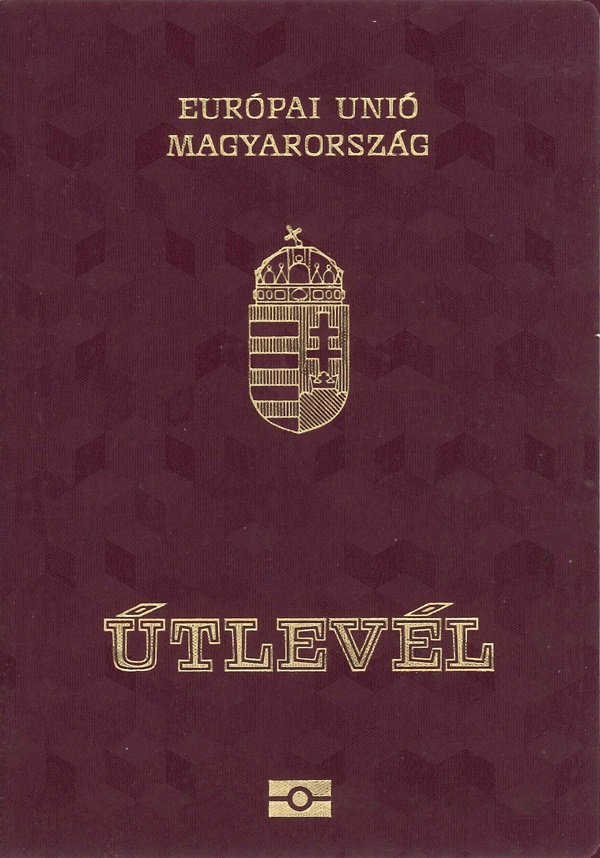
Угорський паспорт
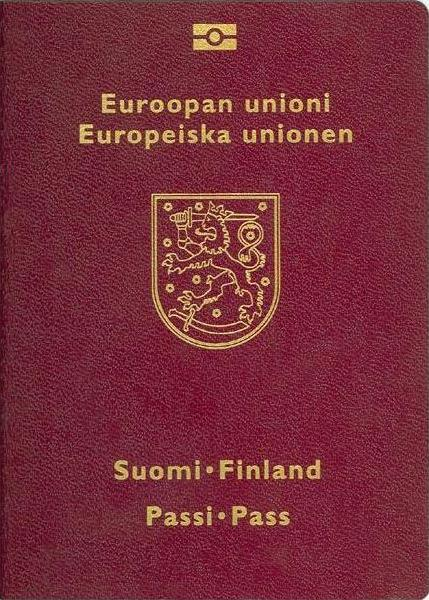
Фінський паспорт
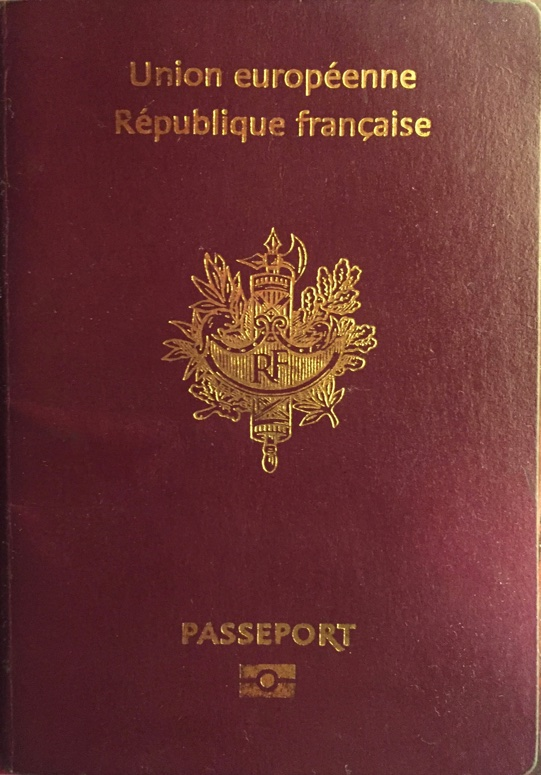
Французький паспорт
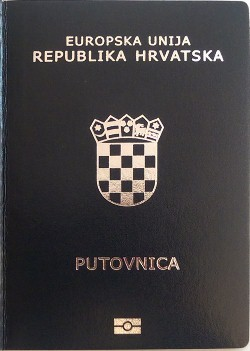
Хорватський паспорт
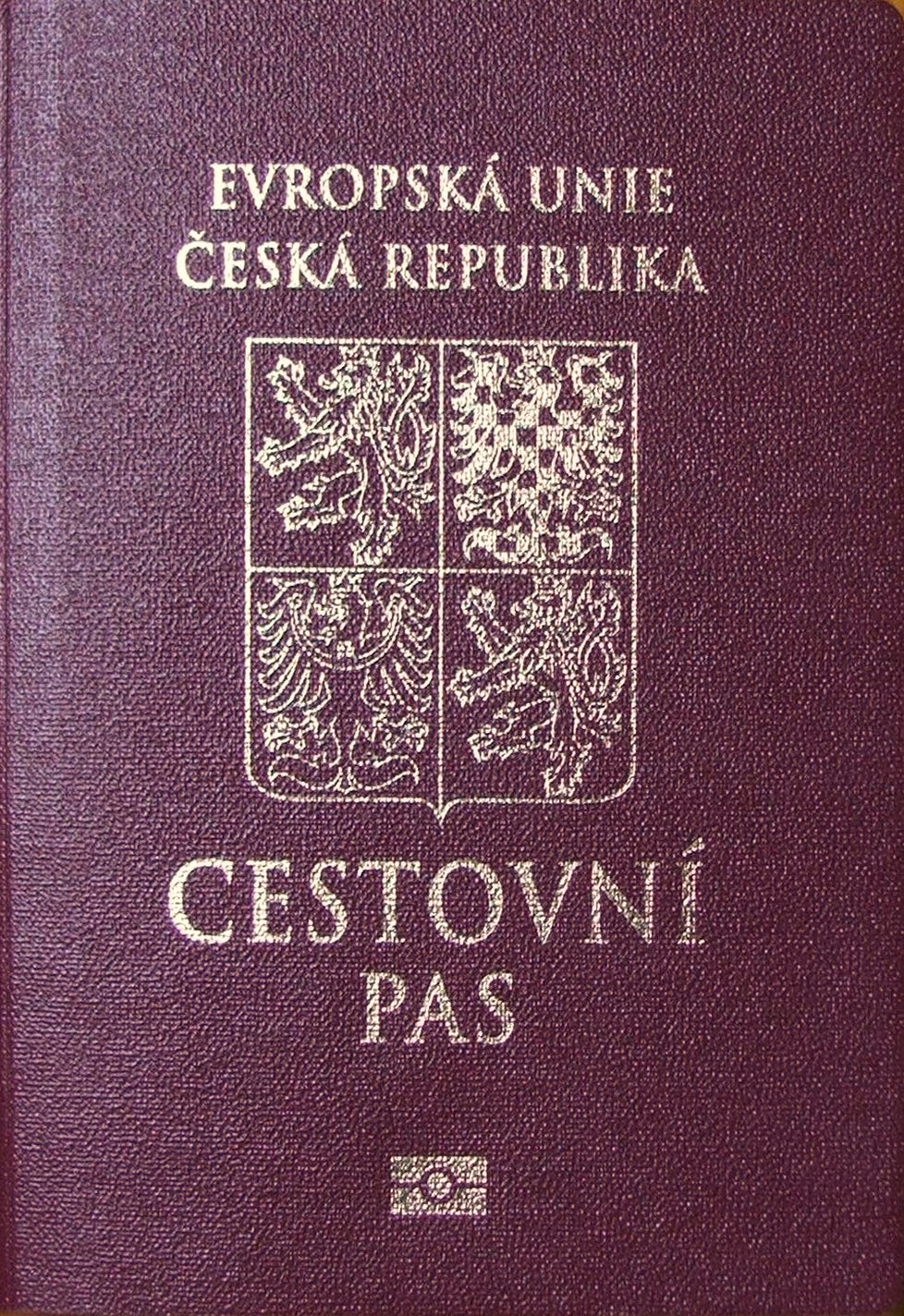
Чеський паспорт
Шведський паспорт